# پوپووو کوشچیلنه (استان لهستان بزرگ‌تر)
پوپووو کوشچیلنه (استان لهستان بزرگ‌تر) (به لهستانی:  Popowo Kościelne) یک روستا در لهستان است که در گمینا میشچیسکو واقع شده‌است.